# 法坂一広
法坂 一広（ほうさか いっこう、1973年 -）は日本の推理作家、弁護士。福岡県福岡市出身、在住。京都大学法学部卒業。福岡県弁護士会所属、登録番号は27232。

## 略歴
2011年、『弁護士探偵物語・天使の分け前』（応募時タイトル『エンジェルズ・シェア』）で第10回『このミステリーがすごい!』大賞の大賞を受賞。

## 作品

### 単行本

#### 弁護士探偵物語シリーズ
- 弁護士探偵物語・天使の分け前（2012年1月 宝島社 / 2013年1月 宝島社文庫）
- 弁護士探偵物語・完全黙秘の女（2012年12月 宝島社）
  - 逆転尋問 弁護士探偵の反撃（2015年6月 宝島社文庫）

#### その他
- 最終陳述（2014年4月 宝島社）
- ダーティ・ワーク 弁護士監察室（2015年10月 幻冬舎）

### アンソロジー
「」内が法坂一広の作品
- 『このミステリーがすごい!』大賞10周年記念 10分間ミステリー（2012年2月 宝島社文庫）「新手のセールストーク」
- 5分で読める!ひと駅ストーリー 降車編（2012年12月 宝島社文庫）「それでもキミはやってない」
- 5分で読める!ひと駅ストーリー 夏の記憶 西口編（2013年7月 宝島社文庫）「サマータイム」
- 5分で読める!ひと駅ストーリー 冬の記憶 西口編（2013年12月 宝島社文庫）「福岡国際マラソンに出る方法」

## 不祥事
法坂は2001年に、遺産相続を巡って相談してきた男性から預り金名目で500万円を受け取った後、2010年から2015年にかけ5つの契約を締結したが、いずれも契約書を作成せず、契約解消後も預り金の返還に応じず、相談した男性が2016年9月に福岡県弁護士会に懲戒請求。これを受け同弁護士会は2017年12月12日に、法坂を業務停止1ヵ月の処分とした。